# 莫尔纳·多劳
莫尔纳·多劳（匈牙利語：Molnár Dora，2006年6月29日—），匈牙利女子游泳运动员，2022年世界青年锦标赛女子100米仰泳、女子4×100米自由泳接力、女子4×200米自由泳接力、混合4×100米自由泳接力金牌得主和女子200米仰泳银牌得主、2024年世界短池锦标赛女子4×200米自由泳接力银牌得主。